# Угорський державний оперний театр
Угорський державний оперний театр (угор. Magyar Állami Operaház) — оперний театр у Будапешті, збудований у 1875–1884.

## Історія
Комітет, що очолив підготовку до будівництва оперного театру виник одразу після злиття Буди та Пешту з ініціативи угорських композиторів Ф. Ліста та Ф. Еркеля. До того часу оперні спектаклі ставилися в Угорщині в аристократичних домах, а також у театрі в Пешті, відкритому в 1837.
Будівництво театру за проєктом Міклоша Ібля було завершено в 1884. В урочистій церемонії брав участь імператор Австро-угорської імперії Франц Йосип І, було поставлено дві угорські опери Еркеля «Банк бан» та «Ласло Хуньяди», а також перший акт з опери «Лоенгрін» Ріхарда Вагнера. Театр одержав назву Королівський Угорський оперний театр.
Першим керівником театру був Ференц Еркель. У 1888–1891 театр очолював Густав Малер, вивівши його у число провідних європейських театрів. Напередодні Першої Світової війни в театр здійснив прем'єри творів Б. Бартока — балету «Дерев'яний принц» та опери «Замок герцога Синя борода». У 1980–1984 театр реконструйований, відкриття театру відбулося до 100-річчя його заснування. Крім того вистави театру здійснюються у театрі ім. Ф. Еркеля.

## Галерея

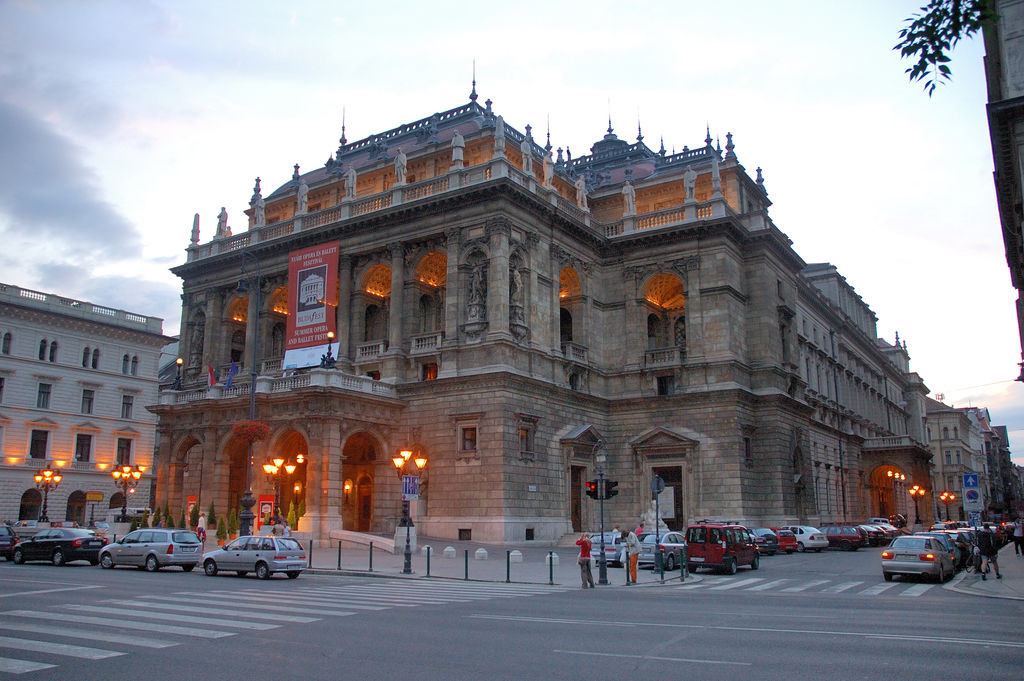
Будівля Будапештської опери, 2005
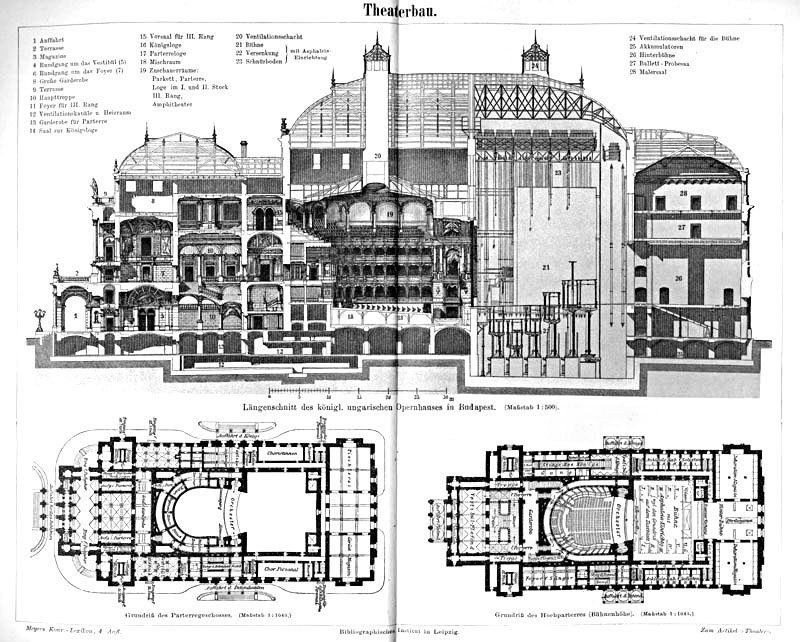